# قائمة المحاصيل المعدلة وراثيا
المحاصيل المعدلة وراثيًا هي نباتات تستخدم في الزراعة ، يتم تعديل الحمض النووي الخاص بها باستخدام تقنيات الهندسة الوراثية . من أجل ادخال سمة جديدة للنبات لا يمكن حدوثها خلال نموها بالشكل الطبيعي لها. اعتبارًا من عام 2015 ، تم تعديل 26 نوعًا من النباتات وراثيًا وتمت الموافقة على إطلاقها تجاريًا في بلد واحد على الأقل. تحتوي غالبية هذه الأنواع على جينات تجعلها إما قادرة على تحمل مبيدات الأعشاب أو مقاومة الحشرات. وتشمل السمات الشائعة الأخرى مقاومة الفيروسات ، وتأخر النضج ، وتعديل لون الزهرة أو التكوين المتغير. في عام 2014 ، قامت 28 دولة بزراعة المحاصيل المعدلة وراثيًا ، واستوردتها 39 دولة ولكنها لم تزرعها.

## خلفية
يتم تنفيذ اللوائح المتعلقة بتسويق المحاصيل المعدلة وراثيًا في الغالب من قبل البلدان الفردية. للزراعة ، تحدد الموافقة البيئية ما إذا كان يمكن زراعة المحصول بشكل قانوني. بشكل عام ، يلزم الحصول على موافقة منفصلة لاستخدام المحاصيل المعدلة وراثيًا في الأغذية للاستهلاك البشري أو كعلف للحيوانات.
زرعت المحاصيل المعدلة وراثيًا لأول مرة تجاريًا على نطاق واسع في عام 1996 ، في الولايات المتحدة والصين والأرجنتين وكندا وأستراليا والمكسيك. وافقت بعض البلدان على المحاصيل المعدلة وراثيًا ولكنها لم تزرعها بالفعل ، بسبب عدم اليقين العام أو المزيد من القيود الحكومية ، بينما في نفس الوقت ، قد تقوم باستيراد الأطعمة المعدلة وراثيًا للاستهلاك. على سبيل المثال ، تعد اليابان مستوردًا رائدًا للأغذية المعدلة وراثيًا ، وهي تسمح ولكن لم تزرع المحاصيل الغذائية المعدلة وراثيًا. ينظم الاتحاد الأوروبي استيراد الأطعمة المعدلة وراثيًا ، بينما تحدد الدول الأعضاء الفردية الزراعة. في الولايات المتحدة ، تتعامل وكالات تنظيمية منفصلة مع الموافقة على الزراعة ( وزارة الزراعة الأمريكية ، وكالة حماية البيئة ) والاستهلاك البشري ( إدارة الغذاء والدواء ).
تمت الموافقة على محصولين معدلين وراثيًا للاستخدام الغذائي في بعض البلدان ، لكن لم يتم الحصول على الموافقة على الزراعة. تمت الموافقة على شمام معدّل وراثيًا مصممًا للشيخوخة المتأخرة في عام 1999 وتمت الموافقة على قمح معدل وراثيًا يتحمل مبيدات الأعشاب في عام 2004.

## المحاصيل المعدلة وراثيا المزروعة عام 2014
المحاصيل المعدلة وراثيا المزروعة عام 2014
في عام 2014 ، تم زراعة 181.5 مليون هكتار من المحاصيل المعدلة وراثيًا في 28 دولة. نصف جميع المحاصيل المعدلة وراثيا المزروعة كانت من فول الصويا المعدل وراثيا ، إما لتحمل مبيدات الأعشاب أو لمقاومة الحشرات. قامت 11 دولة بزراعة فول الصويا المعدل ، حيث تمثل الولايات المتحدة الأمريكية والبرازيل والأرجنتين 90٪ من إجمالي مساحة الهكتارات. من 111 هكتارًا من فول الصويا المزروعة في جميع أنحاء العالم في عام 2014 ، تم تعديل 82 ٪ وراثيًا بطريقة ما. نمت سبعة عشر دولة ما مجموعه 55.2 مليون هكتار من الذرة المعدلة وراثيا وخمسة عشر دولة نمت 23.9 هكتار من القطن المعدل وراثيا. تمت زراعة تسعة ملايين هكتار من الكانولا المعدلة وراثيًا مع 8 ملايين منها في كندا. تشمل المحاصيل المعدلة وراثيًا الأخرى المزروعة في عام 2014 البرسيم (862000 هكتار) ، وبنجر السكر (494000 هكتار) والبابايا (7475 هكتارًا). في بنغلاديش ، تمت زراعة الباذنجان المعدل وراثيًا تجاريًا لأول مرة في 12 هكتارًا.
تم تعديل غالبية المحاصيل المعدلة وراثيًا لتكون مقاومة لمبيدات الأعشاب المختارة ، وعادة ما تكون على أساس الغليفوسات أو الغلوفوسينات. في عام 2014 ، تم زراعة 154 مليون هكتار بمحصول مقاوم لمبيدات الأعشاب و 78.8 مليون هكتار كانت مقاومة للحشرات. ويشمل ذلك 51.4 مليون هكتار مزروعة في ثلاثة عشر دولة تحتوي على كل من مقاومة مبيدات الأعشاب ومقاومة الحشرات. يحتوي أقل من مليون هكتار على سمات أخرى ، والتي تشمل توفير مقاومة الفيروسات وتأخير الشيخوخة وتعديل لون الزهرة وتغيير تكوين النباتات. زرعت الذرة المقاومة للجفاف للعام الثاني فقط في الولايات المتحدة على مساحة 275000 هكتار.

### تحمل مبيدات الأعشاب
أصبحت المحاصيل المعدلة وراثيًا المصممة لمقاومة مبيدات الأعشاب متاحة حاليا في أكثر من الأصناف المقاومة التقليدية. وهي تشكل 83٪ من إجمالي مساحة المحاصيل المعدلة وراثيًا ، أي ما يعادل أقل بقليل من 8٪ من الأراضي الصالحة للزراعة في جميع أنحاء العالم.
| الكائنات المعدلة وراثيًا | يستخدم | البلدان المعتمدة في        | تمت الموافقة عليه أولاً | ملاحظات                                                           |
| ----------------------- | --- | -------------------------- | ---------------------- | ----------------------------------------------------------------- |
| البرسيم                 | علف الحيوانات | الولايات المتحدة الأمريكية | 2005                   | سُحبت الموافقة في عام 2007 ثم أعيد الموافقة عليها في عام 2011      |
| الكانولا                | زيت الطهي سمن المستحلبات في الأطعمة المعلبة                                                                       | أستراليا                   | 2003                   |                                                                   |
| الكانولا                | زيت الطهي سمن المستحلبات في الأطعمة المعلبة                                                                       | كندا                       | 1995                   |                                                                   |
| الكانولا                | زيت الطهي سمن المستحلبات في الأطعمة المعلبة                                                                       | الولايات المتحدة الأمريكية | 1995                   |                                                                   |
| قطن                     | الأساسية </br> زيت بذرة القطن </br> علف الحيوانات </br> ماعدا في الهند حيث يستخدم زيت بذرة القطن للاستهلاك البشري | الأرجنتين                  | 2001                   |                                                                   |
| قطن                     | الأساسية </br> زيت بذرة القطن </br> علف الحيوانات </br> ماعدا في الهند حيث يستخدم زيت بذرة القطن للاستهلاك البشري | أستراليا                   | 2002                   |                                                                   |
| قطن                     | الأساسية </br> زيت بذرة القطن </br> علف الحيوانات </br> ماعدا في الهند حيث يستخدم زيت بذرة القطن للاستهلاك البشري | البرازيل                   | 2008                   |                                                                   |
| قطن                     | الأساسية </br> زيت بذرة القطن </br> علف الحيوانات </br> ماعدا في الهند حيث يستخدم زيت بذرة القطن للاستهلاك البشري | كولومبيا                   | 2004                   |                                                                   |
| قطن                     | الأساسية </br> زيت بذرة القطن </br> علف الحيوانات </br> ماعدا في الهند حيث يستخدم زيت بذرة القطن للاستهلاك البشري | كوستا ريكا                 | 2008                   |                                                                   |
| قطن                     | الأساسية </br> زيت بذرة القطن </br> علف الحيوانات </br> ماعدا في الهند حيث يستخدم زيت بذرة القطن للاستهلاك البشري | الهند                      | 2002                   |                                                                   |
| قطن                     | الأساسية </br> زيت بذرة القطن </br> علف الحيوانات </br> ماعدا في الهند حيث يستخدم زيت بذرة القطن للاستهلاك البشري | المكسيك                    | 2000                   |                                                                   |
| قطن                     | الأساسية </br> زيت بذرة القطن </br> علف الحيوانات </br> ماعدا في الهند حيث يستخدم زيت بذرة القطن للاستهلاك البشري | باراغواي                   | 2013                   |                                                                   |
| قطن                     | الأساسية </br> زيت بذرة القطن </br> علف الحيوانات </br> ماعدا في الهند حيث يستخدم زيت بذرة القطن للاستهلاك البشري | جنوب أفريقيا               | 2000                   |                                                                   |
| قطن                     | الأساسية </br> زيت بذرة القطن </br> علف الحيوانات </br> ماعدا في الهند حيث يستخدم زيت بذرة القطن للاستهلاك البشري | الولايات المتحدة الأمريكية | 1994                   |                                                                   |
| الذرة                   | الأعلاف الحيوانية شراب الذرة عالي الفركتوز نشا الذرة                                                              | الأرجنتين                  | 1998                   |                                                                   |
| الذرة                   | الأعلاف الحيوانية شراب الذرة عالي الفركتوز نشا الذرة                                                              | البرازيل                   | 2007                   |                                                                   |
| الذرة                   | الأعلاف الحيوانية شراب الذرة عالي الفركتوز نشا الذرة                                                              | كندا                       | 1996                   |                                                                   |
| الذرة                   | الأعلاف الحيوانية شراب الذرة عالي الفركتوز نشا الذرة                                                              | كولومبيا                   | 2007                   |                                                                   |
| الذرة                   | الأعلاف الحيوانية شراب الذرة عالي الفركتوز نشا الذرة                                                              | كوبا                       | 2011                   |                                                                   |
| الذرة                   | الأعلاف الحيوانية شراب الذرة عالي الفركتوز نشا الذرة                                                              | الاتحاد الأوروبي           | 1998                   | يزرع في البرتغال وإسبانيا وجمهورية التشيك وسلوفاكيا ورومانيا      |
| الذرة                   | الأعلاف الحيوانية شراب الذرة عالي الفركتوز نشا الذرة                                                              | هندوراس                    | 2001                   |                                                                   |
| الذرة                   | الأعلاف الحيوانية شراب الذرة عالي الفركتوز نشا الذرة                                                              | باراغواي                   | 2012                   |                                                                   |
| الذرة                   | الأعلاف الحيوانية شراب الذرة عالي الفركتوز نشا الذرة                                                              | فيلبيني                    | 2002                   |                                                                   |
| الذرة                   | الأعلاف الحيوانية شراب الذرة عالي الفركتوز نشا الذرة                                                              | جنوب أفريقيا               | 2002                   |                                                                   |
| الذرة                   | الأعلاف الحيوانية شراب الذرة عالي الفركتوز نشا الذرة                                                              | الولايات المتحدة الأمريكية | 1995                   |                                                                   |
| الذرة                   | الأعلاف الحيوانية شراب الذرة عالي الفركتوز نشا الذرة                                                              | أوروغواي                   | 2003                   |                                                                   |
| فول الصويا              | الأعلاف الحيوانية زيت فول الصويا                                                                                  | الأرجنتين                  | 1996                   |                                                                   |
| فول الصويا              | الأعلاف الحيوانية زيت فول الصويا                                                                                  | بوليفيا                    | 2005                   |                                                                   |
| فول الصويا              | الأعلاف الحيوانية زيت فول الصويا                                                                                  | البرازيل                   | 1998                   |                                                                   |
| فول الصويا              | الأعلاف الحيوانية زيت فول الصويا                                                                                  | كندا                       | 1995                   |                                                                   |
| فول الصويا              | الأعلاف الحيوانية زيت فول الصويا                                                                                  | تشيلي                      | 2007                   |                                                                   |
| فول الصويا              | الأعلاف الحيوانية زيت فول الصويا                                                                                  | كوستا ريكا                 | 2001                   |                                                                   |
| فول الصويا              | الأعلاف الحيوانية زيت فول الصويا                                                                                  | المكسيك                    | 1996                   |                                                                   |
| فول الصويا              | الأعلاف الحيوانية زيت فول الصويا                                                                                  | باراغواي                   | 2004                   |                                                                   |
| فول الصويا              | الأعلاف الحيوانية زيت فول الصويا                                                                                  | جنوب أفريقيا               | 2001                   |                                                                   |
| فول الصويا              | الأعلاف الحيوانية زيت فول الصويا                                                                                  | الولايات المتحدة الأمريكية | 1993                   |                                                                   |
| فول الصويا              | الأعلاف الحيوانية زيت فول الصويا                                                                                  | أوروغواي                   | 1996                   |                                                                   |
| شمندر سكري              | الغذاء | كندا                       | 2001                   |                                                                   |
| شمندر سكري              | الغذاء | الولايات المتحدة الأمريكية | 1998                   | تم تسويقه عام 2007 ، منع الإنتاج عام 2010 ، تم استئنافه عام 2011. |

### مقاومة الحشرات
| الكائنات المعدلة وراثيًا | يستخدم                                               | البلدان المعتمدة في        | تمت الموافقة عليه أولاً | ملاحظات                                                  |
| ----------------------- | ---------------------------------------------------- | -------------------------- | ---------------------- | -------------------------------------------------------- |
| قطن                     | الأساسية </br> زيت بذرة القطن </br> علف الحيوانات    | الأرجنتين                  | 1998                   |                                                          |
| قطن                     | الأساسية </br> زيت بذرة القطن </br> علف الحيوانات    | أستراليا                   | 2003                   |                                                          |
| قطن                     | الأساسية </br> زيت بذرة القطن </br> علف الحيوانات    | البرازيل                   | 2005                   |                                                          |
| قطن                     | الأساسية </br> زيت بذرة القطن </br> علف الحيوانات    | بوركينا فاسو               | 2009                   |                                                          |
| قطن                     | الأساسية </br> زيت بذرة القطن </br> علف الحيوانات    | الصين                      | 1997                   |                                                          |
| قطن                     | الأساسية </br> زيت بذرة القطن </br> علف الحيوانات    | كولومبيا                   | 2003                   |                                                          |
| قطن                     | الأساسية </br> زيت بذرة القطن </br> علف الحيوانات    | كوستا ريكا                 | 2008                   |                                                          |
| قطن                     | الأساسية </br> زيت بذرة القطن </br> علف الحيوانات    | الهند                      | 2002                   | أكبر منتج للقطن Bt                                       |
| قطن                     | الأساسية </br> زيت بذرة القطن </br> علف الحيوانات    | المكسيك                    | 1996                   |                                                          |
| قطن                     | الأساسية </br> زيت بذرة القطن </br> علف الحيوانات    | ميانمار                    | 2006                   |                                                          |
| قطن                     | الأساسية </br> زيت بذرة القطن </br> علف الحيوانات    | باكستان                    | 2010                   |                                                          |
| قطن                     | الأساسية </br> زيت بذرة القطن </br> علف الحيوانات    | باراغواي                   | 2007                   |                                                          |
| قطن                     | الأساسية </br> زيت بذرة القطن </br> علف الحيوانات    | جنوب أفريقيا               | 1997                   |                                                          |
| قطن                     | الأساسية </br> زيت بذرة القطن </br> علف الحيوانات    | السودان                    | 2012                   |                                                          |
| قطن                     | الأساسية </br> زيت بذرة القطن </br> علف الحيوانات    | الولايات المتحدة الأمريكية | 1995                   |                                                          |
| باذنجان                 | غذاء                                                 | بنغلاديش                   | 2013                   | تمت زراعة 12 هكتارًا في 120 مزرعة عام 2014                |
| الذرة                   | الأعلاف الحيوانية شراب الذرة عالي الفركتوز نشا الذرة | الأرجنتين                  | 1998                   |                                                          |
| الذرة                   | الأعلاف الحيوانية شراب الذرة عالي الفركتوز نشا الذرة | البرازيل                   | 2005                   |                                                          |
| الذرة                   | الأعلاف الحيوانية شراب الذرة عالي الفركتوز نشا الذرة | كولومبيا                   | 2003                   |                                                          |
| الذرة                   | الأعلاف الحيوانية شراب الذرة عالي الفركتوز نشا الذرة | المكسيك                    | 1996                   | مركز منشأ الذرة                                          |
| الذرة                   | الأعلاف الحيوانية شراب الذرة عالي الفركتوز نشا الذرة | باراغواي                   | 2007                   |                                                          |
| الذرة                   | الأعلاف الحيوانية شراب الذرة عالي الفركتوز نشا الذرة | فيلبيني                    | 2002                   |                                                          |
| الذرة                   | الأعلاف الحيوانية شراب الذرة عالي الفركتوز نشا الذرة | جنوب أفريقيا               | 1997                   |                                                          |
| الذرة                   | الأعلاف الحيوانية شراب الذرة عالي الفركتوز نشا الذرة | أوروغواي                   | 2003                   |                                                          |
| الذرة                   | الأعلاف الحيوانية شراب الذرة عالي الفركتوز نشا الذرة | الولايات المتحدة الأمريكية | 1995                   |                                                          |
| حور                     | شجرة                                                 | الصين                      | 1998                   | تمت زراعة 543 هكتارًا من أشجار الحور المزروعة في عام 2014 |

## المحاصيل المعدلة وراثيا التي لم تعد معتمدة
| الكائنات المعدلة وراثيًا | يستخدم  | سمة                   | البلدان المعتمدة في        | تمت الموافقة عليه أولاً | ملاحظات                                                       |
| ----------------------- | ------- | --------------------- | -------------------------- | ---------------------- | ------------------------------------------------------------- |
| البطاطس                 | الغذاء  | مقاومة الحشرات        | كندا                       | 1995                   | الانسحاب من السوق 2001                                        |
| البطاطس                 | الغذاء  | مقاومة الحشرات        | الولايات المتحدة الأمريكية | 1994                   | الانسحاب من السوق 2001                                        |
| البطاطس                 | صناعي   | النشا المعدل          | الاتحاد الأوروبي           | 2010                   | توقف التطوير عام 2012                                         |
| أرز                     | غذاء    | مقاومة الحشرات        | إيران                      | 2004                   | تمت زراعته على مساحة 4000 هكتار عام 2005                      |
| تبغ                     | السجائر | مقاومة مبيدات الأعشاب | الصين                      | 1992                   | لم تزرع منذ عام 1995 بسبب المعارضة القوية من مستوردي التبغ.   |
| طماطم                   | غذاء    | تليين متأخر           | الولايات المتحدة الأمريكية | 1992                   | توقف الإنتاج عام 1997 أول غذاء معدّل وراثيًا (انظر Flavr Savr ) |

## المحاصيل المعدلة وراثيا المعتمدة التي لم تتم زراعتها بعد
| الكائنات المعدلة وراثيًا | يستخدم            | سمة                                                                     | البلدان المعتمدة في        | تمت الموافقة عليه أولاً | ملاحظات                                                          |
| ----------------------- | ----------------- | ----------------------------------------------------------------------- | -------------------------- | ---------------------- | ---------------------------------------------------------------- |
| تفاحة                   | الغذاء            | تأخر اللون البني                                                        | كندا                       | 2015                   |                                                                  |
| تفاحة                   | الغذاء            | تأخر اللون البني                                                        | الولايات المتحدة الأمريكية | 2015                   |                                                                  |
| فاصوليا                 |                   | مقاومة الأمراض الفيروسية                                                | البرازيل                   | 2011                   |                                                                  |
| الهندباء                | الأعلاف الحيوانية | تحمل مبيدات الأعشاب                                                     | الولايات المتحدة الأمريكية | 1997                   |                                                                  |
| شجرة الكينا             | شجرة              | النمو المتغير                                                           | البرازيل                   | 2015                   |                                                                  |
| الكتان                  | زيت بذر الكتان    | تحمل مبيدات الأعشاب                                                     | الولايات المتحدة الأمريكية | 1999                   | حصلت كندا على الموافقة في عام 1996 ، ولكن تم إلغاؤها في عام 2001 |
| نجيل                    | عشب الزينة        | تحمل مبيدات الأعشاب                                                     | الولايات المتحدة الأمريكية | 2003                   | تم إلغاء الموافقة في عام 2017 بسبب تلوث البذور في ولاية أوريغون  |
| وظيفة محترمة            | غذاء              | مقاومة الفيروسات                                                        | الولايات المتحدة الأمريكية | 2007                   |                                                                  |
| البطاطس                 | الغذاء            | انخفاض مادة الأكريلاميد تحمل كدمات البقع السوداء مقاومة اللفحة المتأخرة | الولايات المتحدة الأمريكية | 2015                   |                                                                  |
| البطاطس                 | الغذاء            | مقاومة الفيروسات                                                        | كندا                       | 1999                   |                                                                  |
| البطاطس                 | الغذاء            | مقاومة الفيروسات                                                        | الولايات المتحدة الأمريكية | 1997                   |                                                                  |
| البطاطس                 | صناعي             | النشا المعدل                                                            | الولايات المتحدة الأمريكية | 2014                   |                                                                  |
| فلفل حلو                | غذاء              | مقاومة الفيروسات                                                        | الصين                      | 1998                   |                                                                  |